# Mollisquama mississippiensis
Mollisquama mississippiensis) – gatunek ryby chrzęstnoszkieletowej z rodziny rekinkowatych, żyjący w wodach Zatoki Meksykańskiej. Odłowiony w 2010 r. Osiąga 14 cm długości, na całym ciele ma gruczoły wytwarzające luminescencyjny płyn świetlny. Drugi znany przedstawiciel rodzaju Mollisquama.